# 音丸耕堂
音丸 耕堂（おとまる こうどう、1898年（明治31年）6月15日 - 1997年（平成9年）9月8日）は、日本の漆芸家である。本名：芳雄。本姓は木村。

## 経歴・人物
香川県高松市の生まれ。石井磬堂の門下となり、「讃岐彫」と呼ばれる木彫や彫漆を学んだ。その後独立し、玉楮象谷の作風を研究した後にこの作風を模して作成した漆器を多く作成する。その後は東京に移住し、1942年（昭和17年）に開催された第5回文展にて音丸の作品が出品された。
後に自身の作風は現代風を取り入れた玉手箱等、彫漆の作風に新しく取り入れたものにより、1955年（昭和30年）に「彫漆」分野として人間国宝（重要無形文化財）に認定された。その後は多くの門下を輩出し、1982年（昭和57年）に門下の育成によって「公益信託音丸漆芸奨励基金」の創設に携わった。晩年は自身の大規模作品展が開催され、1988年（昭和63年）には西武アートフォーラム（東京都豊島区池袋に所在）、1994年（平成6年）には東京国立近代美術館にて自身の門下の作品と共にそれぞれ開催された。

## 受賞歴
- 特選 - 第5回文展が開催された1947年に受賞[2]。

## 主な作品
- 『彫漆椿玉手箱』
- 『彫漆紫陽花香合』
- 『彫漆延齢草菓子器』
- 『堆漆柿香合』